# Cordiera
Cordiera là một chi thực vật có hoa trong họ Thiến thảo (Rubiaceae).

## Loài
Chi Cordiera gồm các loài: